# Grenzlanddeutschtum
Grenzlanddeutschtum ist ein Begriff, der nach dem Ersten Weltkrieg und den sich aus dem Vertrag von Versailles ergebenden Gebietsabtretungen und neuen Grenzziehungen in der Zwischenkriegszeit geprägt wurde. Siedlungsgebiete von Volksgruppen wurden durch diese Grenzziehungen geteilt.
Nur der Teil der deutschen Volksgruppe innerhalb der Staatsgrenzen des Deutschen Reichs und von Deutschösterreich gehörte zum Staatsvolk. „Grenzlanddeutsche“ nannte man die Bevölkerungsteile außerhalb dieser Grenzen.  Solche grenznahen Gebiete gab es in Ostbelgien, Elsass-Lothringen und Südtirol, aber auch in Polen und der Tschechoslowakei.

## Hintergrund
„Grenzlanddeutschtum“ ist nur einer von mehreren Begriffen, die mit dem ebenso geläufigen Grenzland kombiniert werden konnten. Andere sind „Grenzlandarbeit“, „Grenzlanddeutsche“, „Grenzlandeinsatz“, „Grenzlandpolitik“, „Grenzlanduniversität“ und, kürzer, „Grenzkampf“. Sie alle verstanden sich vor der Zielsetzung, ein größeres Deutschland zu schaffen, das bereits mit der Großdeutschen Lösung 1848 zur Diskussion gestanden hatte. Jetzt war die Zielverwirklichung schwieriger, weil sie die Auflösung und Zerstörung der neuen ostmitteleuropäischen Nationalstaaten voraussetzte, aber sich wie bereits im 19. Jahrhundert mit grenzkolonisatorischen Vorstellungen verband, die sich im Nationalsozialismus mit Ideen vom Erwerb von Lebensraum im Osten anreicherten.
An der Philosophischen Fakultät der Universität Marburg fand die zu leistende Grenzlandarbeit 1919 unter Johann Wilhelm Mannhardt mit einer eigens für ihn geschaffenen Professur ihre erste universitäre Verankerung im neu gegründeten Institut für Grenz- und Auslanddeutschtum. Einer seiner erfolgreichsten Studenten war der spätere NS-Völkerrechtler Hermann Raschhofer (1905–1979) als Vordenker eines völkischen Minderheitenrechts, der sich auch als antitschechoslowakischer Agitator profilierte. 1920 erfolgte die Gründung der in diesem Zusammenhang wichtigsten Einrichtung, nämlich der in Leipzig ansässigen „Stiftung für deutsche Volks- und Kulturbodenforschung“. Diese Stiftung stellte „das in vielerlei Hinsicht maßgebliche Koordinationszentrum der historisch-geographischen Volks- und Raumforschung“ dar. Sie „engagierte sich gutachterlich im ‚Kampf‘ um Oberschlesien, lieferte Karten und Materialsammlungen über die Reichweite der alten Siedlungsgebiete in West- wie Osteuropa und imaginierte die Existenz eines ‚deutschen Kulturbodens‘, der, die kontinentalimperialistischen Herrschaftsphantasien von Brest-Litowsk noch radikalisierend, beinahe alle ostmitteleuropäischen Staaten umfasste“. Mit ähnlicher Zielsetzung arbeitete  das 1925 gegründete „Institut für Grenz- und Auslandsstudien“ (IGA) in Berlin. Es wurde von Karl Christian von Loesch gemeinsam mit dem Volkstumspolitiker und Publizisten Max Hildebert Boehm geleitet. Max Hildebert Boehm umriss die mit dem Begriff „Grenzland“ und für „deutsche Arbeit“ gegebenen Aufgaben folgendermaßen:

„Grenzland ist kein Begriff, für den die Juristen eine staatsrechtliche Schablone finden können, kein Begriff auch, für den Sprachforscher, Statistiker, Historiker, Geographen für sich zuständig wären. Grenzland ist ein nationalpolitischer Begriff. Er umfasst rein deutsche oder gemischte, abgetretene oder nur bedrohte, besetzte, neutralisierte oder zwangsweise verselbständigte Gebiete. Grenzland ist überall da, wo deutsche Menschen Grenzschicksal leibhaft erfahren, wo sie um den Zusammenhang mit der nationalen Gemeinschaft ringen oder die Nation um ihre Einbeziehung und Festhaltung sinnvollerweise kämpft, kämpfen darf und kämpfen muss. Grenzland begreift eine Forderung in sich. Grenzland ist eine Angelegenheit zielhaften volkspolitischen Wollens.“

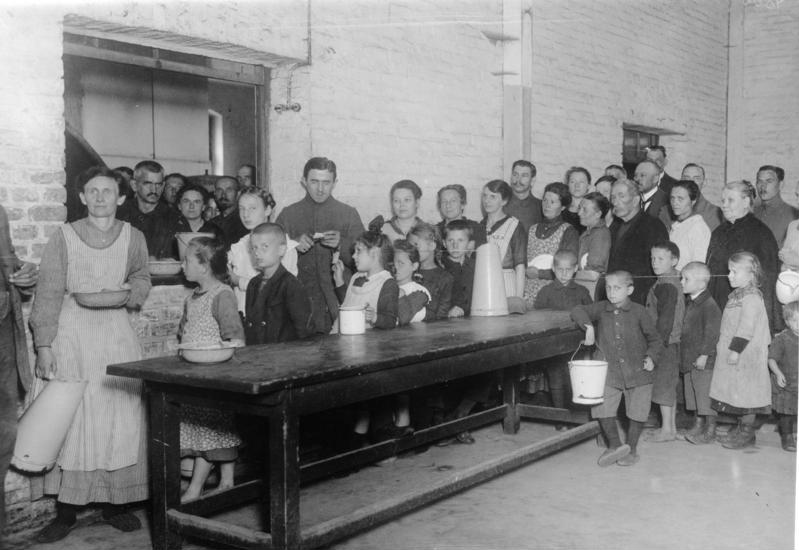
Essenausgabe im Heimkehrlager für Grenzlandvertriebene, Zossen 1919

Als „Grenzlandvertriebene“ wurden in der Weimarer Republik ehemalige Reichsbürger aus den abgetretenen Gebieten bezeichnet, die ins Restreich zugewandert waren. Das Statistische Reichsamt zählte bis 1925 etwa 850.000 Personen aus Polen und 150.000 aus Elsass-Lothringen. Sie wurden in „Heimkehrlagern“ untergebracht. Aus außenpolitischen Revisionsinteressen, wirtschafts- und sozialpolitischer Belastung wurde ein Abbau der Flüchtlingsfürsorge betrieben. Die reaktive Aufnahme- und Integrationspolitik scheiterte, da es ihr weder gelang die aus revisionspolitischen Gründen bekämpfte Abwanderung aus den abgetretenen Gebieten zu verhindern, noch förderte die spät aufgebaute Infrastruktur die Integration der Zuwanderer.